# Montastruc-de-Salies
Montastruc-de-Salies település Franciaországban, Haute-Garonne megyében. Lakosainak száma 306 fő (2022. január 1.). Montastruc-de-Salies Arbas, Castelbiague, Chein-Dessus, Estadens, Figarol, Fougaron, Montgaillard-de-Salies, Rouède és Urau községekkel határos.

## Népesség
A település népességének változása:
| Lakosok száma | 375  | 297  | 285  | 276  | 263  | 259  | 288  | 305  | 310  | 306  |
|               | 1968 | 1982 | 1990 | 2006 | 2013 | 2015 | 2017 | 2019 | 2020 | 2022 |